# Groupama Stadium
Das Groupama Stadium (auch bekannt als Parc OL) ist mit einer Kapazität von 59.186 Plätzen das drittgrößte Fußballstadion Frankreichs. Es wurde von 2013 bis 2015 errichtet und befindet sich in Décines-Charpieu, einer Nachbargemeinde der Stadt Lyon, Region Auvergne-Rhône-Alpes.

## Geschichte

Luftaufnahme 2016

Die Einweihung des Stadions erfolgte am 9. Januar 2016. Es wird überwiegend vom Fußballverein Olympique Lyon genutzt und ersetzte das Stade Gerland als Heimstätte des Vereins, der durch seine OL Land auch Eigentümer ist. Die Spielstätte ist das einzige vereinseigene Stadion der Ligue 1. Sie bietet Plätze für 59.186 Zuschauer. Die Spielstätte war einer von zehn Austragungsorten der Fußball-Europameisterschaft 2016 und wurde als solcher auch für die Fußball-Weltmeisterschaft der Frauen 2019 genutzt.
Nachdem es zahlreiche rechtliche Einsprüche gegen den Neubau gegeben hatte, konnte die Grundsteinlegung erst Mitte November 2013 erfolgen. Trotz des verspäteten Baubeginns wurde die Sportstätte rechtzeitig vor der Europameisterschaft 2016 fertig.
Am 9. Januar 2016 wurde der Parc Olympique Lyonnais feierlich mit dem Ligaspiel zwischen Olympique Lyon und ES Troyes AC vor 55.169 Besuchern eröffnet. Dazu trat vor der Partie der US-amerikanische Rapper will.i.am auf. Die Hausherren gewannen 4:1 und Alexandre Lacazette von OL erzielte das erste Tor im neuen Stadion.
Neben dem Fußballstadion bietet der Parc Olympique Lyonnais auch Platz für ein Freizeitzentrum, zwei Hotels und Büros. Weiterhin nicht geklärt ist die Frage, ob die öffentliche Hand oder private Investoren die Kosten für den Neubau übernehmen sollen.

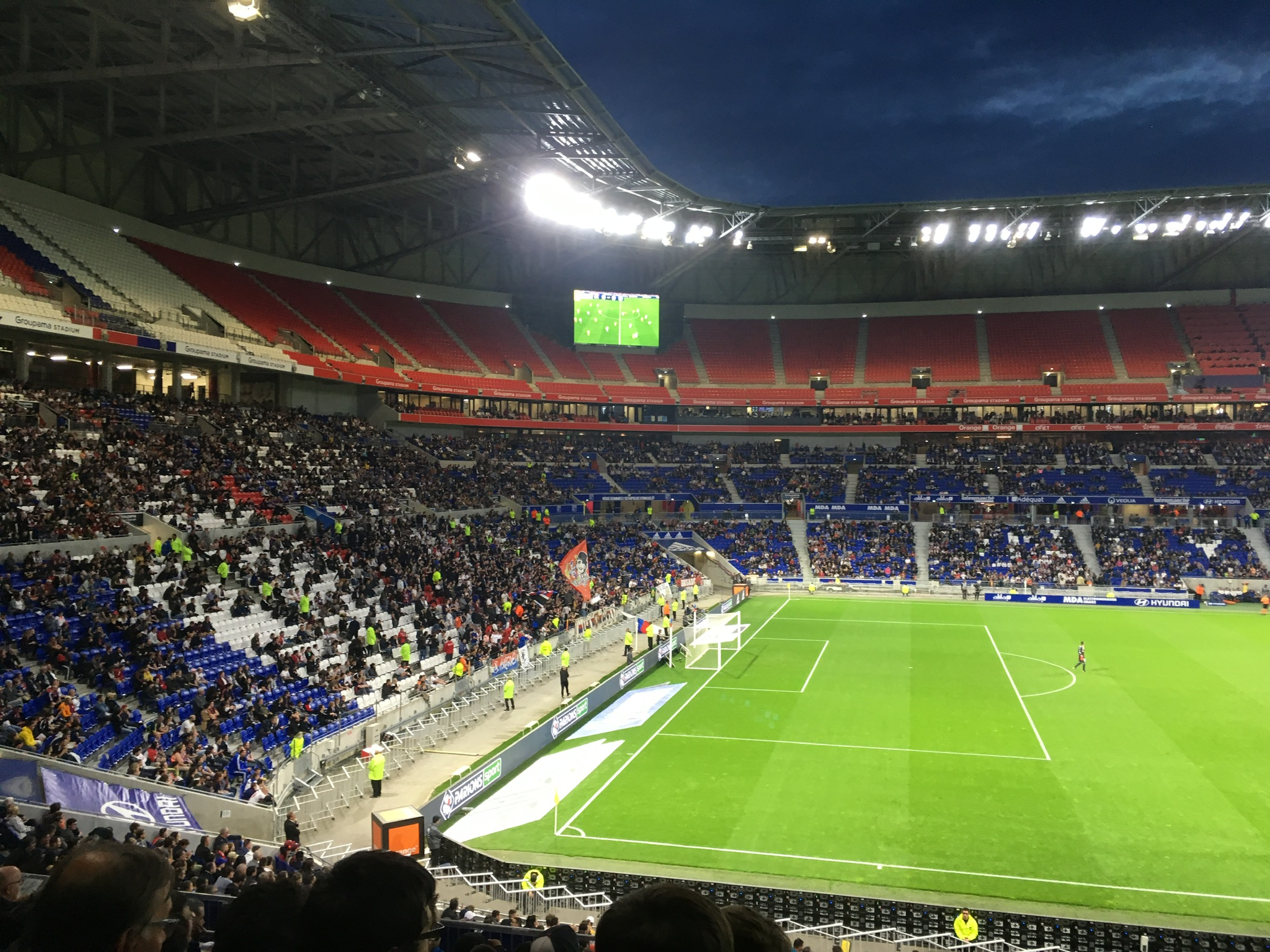
Das Groupama Stadium während eines Spiels zwischen Olympique Lyonnais und SCO Angers (2019)

Ab der Saison 2025/26 werden die OL Lyonnes, die Frauenfußballmannschaft von Olympique Lyon, das Groupama Stadium für ihre Liga-, Pokal- und Champions-League-Spiele nutzen.

## Name
Am 12. Juli 2017 wurde die Groupama, eine Versicherungsgruppe mit Sitz in Paris, Namenssponsor der Spielstätte von OL. Der Vertrag hat eine Laufzeit von drei Jahren und soll dem Verein jährlich etwa fünf bis sieben Mio. Euro einbringen. Am 31. Juli 2020 lief der Vertrag aus. Seit Juni waren Olympique Lyon und Groupama in Verhandlungen über die Verlängerung der Partnerschaft. Anfang Oktober wurde die Verlängerung des Vertrages um zwei Jahre bis 2022 vereinbart. Im Dezember 2021 wurde die Vereinbarung zwischen der Groupama Rhône Alpes Auvergne und dem Fußballclub für das Stadion und das Groupama OL Training Center frühzeitig um drei Jahre bis 2025 verlängert.

## Spiele zur Fußball-Europameisterschaft 2016
Anlässlich der Fußball-Europameisterschaft 2016 in Frankreich fanden im Parc Olympique Lyonnais insgesamt sechs Spiele statt.
|                             |   |            |           |
| 13. Juni 2016, Vorrunde     |   |            |           |
| Belgien                     | – | Italien    | 0:2 (0:1) |
| 16. Juni 2016, Vorrunde     |   |            |           |
| Ukraine                     | – | Nordirland | 0:2 (0:0) |
| 19. Juni 2016, Vorrunde     |   |            |           |
| Rumänien                    | – | Albanien   | 0:1 (0:1) |
| 22. Juni 2016, Vorrunde     |   |            |           |
| Ungarn                      | – | Portugal   | 3:3 (1:1) |
| 26. Juni 2016, Achtelfinale |   |            |           |
| Frankreich                  | – | Irland     | 2:1 (0:1) |
| 06. Juli 2016, Halbfinale   |   |            |           |
| Portugal                    | – | Wales      | 2:0 (0:0) |

## Endspiel der UEFA Europa League 2017/18
Am 16. Mai 2018 fand das Endspiel der UEFA Europa League 2017/18 im Stadion von Olympique Lyon statt. Atlético Madrid bezwang Olympique Marseille vor 55.768 Zuschauern mit 3:0.

## Spiele der Fußball-Weltmeisterschaft der Frauen 2019 in Lyon
Im Stadion von Lyon fanden die drei entscheidenden Spiele der Weltmeisterschaft statt.
|                          |   |                    |           |
| 2. Juli 2019, Halbfinale |   |                    |           |
| England                  | – | Vereinigte Staaten | 1:2 (1:2) |
| 3. Juli 2019, Halbfinale |   |                    |           |
| Niederlande              | – | Schweden           | 1:0 n. V. |
| 7. Juli 2019, Endspiel   |   |                    |           |
| Vereinigte Staaten       | – | Niederlande        | 2:0 (0:0) |